# همزه
به زبان عربی همزه (ء_ـٔ) به زبان فارسی تره در میان حروف سی‌ودو گانهٔ الفبای فارسی شکلی از ملحقات حرف «الف» (صامت) است. شکل جدای آن (ء) و در حالت‌های گوناگون با ترکیب دیگر اشکال به صورت (آ - أ - ئ - ؤ) نوشته می‌شود. همزه یا تره از نظر آواشناسی در میان واج‌های زبان فارسی به‌طور مستقل یک صامت است که به اشکال (ء - ا) نوشته می‌شود، ضمناً حرف «عین» نیز در آواشناسی فارسی با همزه واجی یکسانند.در کتاب فرهنگ واژه‌های اوستا این حرف یعنی همزه (ء ئ) جزو واژه‌های اوستایی گفته شده است.[۱۵]
| الفبای فارسی |    |   |    |   |   |
| الف          | ب  | پ | ت  | ث | ج |
| چ            | ‌ ح | خ | د  | ذ | ر |
| ز            | ‌ ژ | س | ‌ ش | ص | ض |
| ط            | ظ  | ع | غ  | ف | ق |
| ک            | گ  | ل | م  | ن | و |
| ه            | ی  |   |    |   |   |
| حروف دیگر    |    |   |    |   |   |
| ء            | آ  | اً | هٔ  | ة |   |

## کلیات
وضعیت صامت همزه یا تره در الفبای فارسی پیچیدگی‌هایی را پدیدآورده است. گاهی با مصوت «ا» یکی دانسته می‌شود و زمانی به عنوان حرف مستقل از آن یاد می‌شود در لغت‌نامه دهخدا و در فرهنگ معین هر چند الفبای فارسی را داری سی‌وسه حرف می‌دانند و صامت همزه را دومین حرف الفبا معرفی می‌کنند اما به حرف «ب» که می‌رسند آن را هم حرف دوم می‌خوانند و ترتیب همان‌جور حفظ می‌شود تا حرف «ی» که حرف سی‌ودوم شمرده می‌شود نه سی‌وسوم
همچنین در لاتین نویسی فارسی گاهی ' (آپاستروف) و گاهی Êê برای نشان دادن این حرف و ع (عین) به کار می‌رود.

## تلفظ همزه یا تره
تلفظ همزه یا تره در زبان فارسی و عربی به شکل بست چاکنایی است. صامت همزه یا تره در زبان فارسی برخلاف زبان عربی درست مانند «عین» تلفظ می‌شود و حتی در لغت‌نامه دهخدا شکل آن در وسط کلمه را اخذ شده از عین برمی‌شمارد. فارسی‌زبان‌ها همان‌گونه که می‌گویند «عزا» به معنای «ماتم» به همان شکل می‌گویند: «اذان» یا «از آن» (وقتی در محاوره همزهٔ  یا تره میانی را تلفظ نمی‌کنند) «عین» در آغازِ «عزا» و «ء» در آغازِ «اذان» و «از آن» یکسان شنیده می‌شود. در الفبای فارسی بعضی از آواها چند نشانه دارند؛ مثلاً آوای (Z) به صورت‌های «ز» و «ذ» و «ض» و «ظ» نوشته می‌شود. حرف‌های «ء» و «ع» هم چنین است و یک آواست که با دو نشانه نوشته می‌شود.
همزه یا تره در زبان فارسی مانند سایر زبان‌های هندواروپایی -بر خلاف زبان‌های سامی که عربی نیز جزو آنان است- فقط در اول کلمه تلفظ می‌شود و البته در بسیار موارد در هنگام گفتار و نوشتار به‌خصوص در نظم‌ها به ضرورت حفظ وزن عروضی حذف می‌شود. مانند «است»، «ست»، یا «که از»، «کز» اما از آنجا که فارسی‌زبان‌ها «ء» و «ع» را داری یک آوا می‌دانند

## درج(تایپ) همزه و اشکال آن
در صفحه‌کلید استاندارد فارسی، نویسه‌های همزه یا تره  و اشکال گوناگون آن را می‌توان با کلیدهای ترکیبی زیر تایپ کرد:
- همزه یا تره (ء): ⇧ Shift+M
- الف همزه یا تره(أ): ⇧ Shift+G
- الف همزه مکسوره (إ): ⇧ Shift+F
- واو همزه یا تره (ؤ): ⇧ Shift+A
- ی همزه یا تره (ئ): ⇧ Shift+S
- ی کوچک روی ه (هٔ): ⇧ Shift+N (گاهی به اشتباه آن را همزهٔ یا تره بالا می‌نامند. نویسهٔ « ٔ»، سَریا نام دارد و روی «ه» قرار می‌گیرد. این نویسه فارسی است و در زبان عربی وجود ندارد[۱۴]). این نویسه قاعدتاً باید مانند یک «ی» بسیار کوچک که دم بالا رونده ندارد روی «ه» نوشته شود ولی در برخی فونت‌های فارسی دقیقاً همانند همزه نوشته می‌شود و به این دلیل گاهی با همزه یا تره اشتباه گرفته می‌شود.